# Đại hội kết tập kinh điển Phật giáo lần thứ sáu

Quang cảnh đại hội

Đại hội kết tập kinh điển Phật giáo lần thứ sáu diễn ra từ ngày Phật đản 17 tháng 5 năm 1954 đến ngày Phật đản năm 1956 ở thủ đô Rangoon, Miến Điện. Đại hội do Chính phủ Miến Điện bảo trợ. Các đại biểu đến từ Miến Điện và các nước có Thượng tọa bộ gồm Thái Lan, Campuchia, Lào, Việt Nam, Sri Lanka, Ấn Độ và Nepal.
Chủ tọa Đại hội là Nyungan Sayadaw. Người nêu nghi vấn về kinh điển là Mahasi Sayadaw. Người giải đáp nghi vấn là Mingun Sayadaw (Bhadanta Vicittasāra Bhivamsa). Cuộc vấn đáp được chủ tọa và 2.500 tu sĩ Phật giáo theo dõi, chất vấn và ghi chép. Kinh điển được kết tập, xem xét, chú giải bằng ba thứ tiếng Pāli, tiếng Myanmar, và tiếng Anh. Các kinh điển của kỳ Đại hội lần thứ năm được sử dụng làm căn cứ và đối chiếu với các bản kinh cổ của Sri Lanka, Thái Lan, Campuchia và Hiệp hội Thánh điển Pāli ở Luân Đôn, Anh.